# 스코트인의 왕
스코트인의 왕(영어: King of Scots, 스코트어: King o Scots, 스코틀랜드 게일어: Rìghrean Albannaich)은 스코틀랜드 왕국의 국가원수다.

## 군주 목록
| 초상 | 이름                                                                                 | 혈통 정통성                                                                                                   | 치세                                                      | 왕호 | 별명                                                                  |  |
| 알핀 가 | 알핀 가                                                                              | 알핀 가 | 알핀 가                                                   | 알핀 가 | 알핀 가                                                               |  |
| --- | ------------------------------------------------------------------------------------ | --- | --------------------------------------------------------- | --- | --------------------------------------------------------------------- |  |
| | 키나드 1세 막 알핀 Cináed mac Ailpín                                                 | 달리어타 왕 알핀 막 에크다크의 아들                                                                           | 843년/848년 – 858년 2월 13일                              | 픽트인의 왕 Rex Pictorum | 정복왕 An Ferbasach                                                   |  |
| | 돔날 1세 막 알핀 Domnall mac Ailpín                                                  | 키나드 1세의 동생                                                                                             | 858년 – 862년 4월 13일                                    | 픽트인의 왕 Rex Pictorum |                                                                       |  |
| | 카우산틴 1세 막 키나다 90%                                                           | 키나드 1세의 아들                                                                                             | 862년–877년                                               | 픽트인의 왕 Rex Pictorum | 관대왕 An Finn-Shoichleach                                            |  |
| | 아드 막 키나다 Áed mac Cináeda                                                       | 키나드 1세의 아들                                                                                             | 877년–878년                                               | 픽트인의 왕 Rex Pictorum |                                                                       |  |
| | 기리크 막 둥갈 Giric mac Dúngail                                                     | 돔날 1세의 아들                                                                                               | 878년–889년                                               | | 행운아왕 Mac Rath                                                     |  |
| | 오하드 막 룬 Eochaid mac Run                                                         | †키나드 1세의 외손자                                                                                          | *878년–889년?                                             | |                                                                       |  |
| | 돔날 2세 막 카우산틴 Domnall mac Causantín                                           | 카우산틴 1세의 아들                                                                                           | 889년–900년                                               | 알바의 왕 Rí Alban ("King of Scotland") 알바인의 왕 Rì nan Albannaich                                                                                      | 광인왕 Dásachtach                                                     |  |
| | 카우산틴 2세 막 아다 Causantín mac Áeda                                              | 아드의 아들                                                                                                   | 900년–943년                                               | 알바의 왕 Rí Alban | 중년왕 An Midhaise                                                    |  |
| | 말 콜룸 1세 막 돔날 Máel Coluim mac Domnaill                                         | 돔날 2세의 아들                                                                                               | 943년–954년                                               | 알바의 왕 Rí Alban | 위험한 적색왕 An Bodhbhdercc                                          |  |
| | 일둘브 막 카우산틴 Ildulb mac Causantín                                              | 카우산틴 2세의 아들                                                                                           | 954년–962년                                               | 알바의 왕 Rí Alban | 침략왕 An Ionsaighthigh                                               |  |
| | 두브 막 말 콜룸 Dub mac Maíl Choluim                                                 | 말 콜룸 1세의 아들                                                                                            | 962년–967년                                               | 알바의 왕 Rí Alban | Dén, "the Vehement"                                                   |  |
| | 킬렌 막 일둘브 Cuilén mac Ilduilb                                                    | 일둘브의 아들                                                                                                 | 967년–971년                                               | 알바의 왕 Rí Alban | 백색왕 An Fionn "the White"                                           |  |
| | 아믈리브 막 일둘브 Amlaíb mac Ilduilb                                                | 일둘브의 아들                                                                                                 | 973년–977년                                               | 알바의 왕 Rí Alban |                                                                       |  |
| | 키나드 2세 막 말 콜룸 Cináed mac Maíl Choluim                                        | 말 콜룸 1세의 아들                                                                                            | 971년–995년                                               | 알바의 왕 Rí Alban | 존속살해왕 An Fionnghalach                                            |  |
| | 카우산틴 3세 막 킬렌 Causantín mac Cuiléin                                           | 킬렌의 아들                                                                                                   | 995년–997년                                               | 알바의 왕 Rí Alban |                                                                       |  |
| | 키나드 3세 막 두브 Cináed mac Duib                                                   | 두브의 아들                                                                                                   | 997년 – 1005년 3월 25일                                   | 알바의 왕 Rí Alban | 갈색왕 An Donn                                                        |  |
| | 말 콜룸 2세 막 키나다 Máel Coluim mac Cináeda                                        | 키나드 2세의 아들                                                                                             | 1005년–1034년                                             | 알바의 왕 / 스코트인의 왕 Rí Alban / Rex Scotiae | 파괴왕 Forranach                                                      |  |
| * 오하드가 왕위에 올랐는지 증거가 불투명하다. 오하드는 기리크와 공동왕이었다고 하는데 오하드는 아예 왕이 아니었을 가능성도 있다. 아믈리브는 977년에 죽었다는 기록만 있으며, 사망 기사에 알바 왕이라고 적혀 있다. 972년-873년에 키나드 2세가 아직 알바 왕이었음에 미루어 생각해 보면 아믈리브는 973년-977년 사이에 권력을 가졌을 것이다. † 오하드는 스트래스클라이드 왕 룬의 아들이고 어머니는 키나드 1세의 딸이다. |                                                                                      | |                                                           | |                                                                       |  |
| 둔켈드 가 |                                                                                      | |                                                           | |                                                                       |  |
| | 돈카드 1세 막 크리난 Donnchad mac Crínáin                                            | 말 콜룸 2세의 장녀 베호크의 딸                                                                                | 1034년–1040년                                             | 알바의 왕 Rí Alban | 병자왕 An t-Ilgarach                                                  |  |
| | * 막 베하드 막 핀들라크 Mac Bethad mac Findláich                                     | 1. 머리 백작 핀들라크와 말 콜룸 2세의 이름 모를 딸 또는 손녀 사이의 아들 2. 키나드 3세의 손녀 그루오크의 남편 | 1040년–1057년                                             | 알바의 왕 Rí Alban | 적색왕 Rí Deircc                                                      |  |
| | * 룰라크 막 길레 코엠간 Lulach mac Gille Comgaín                                     | 키나드 3세의 손녀 그루오크와 머리 백작 길레 코엠간의 아들                                                     | 1057년–1058년                                             | 알바의 왕 Rí Alban | 불운왕 Tairbith - 바보왕 Fatuus                                       |  |
| | 말 콜룸 3세 막 돈카다 Máel Coluim mac Donnchada                                      | 돈카드 1세와 수헨의 아들                                                                                      | 1058년–1093년                                             | 알바의 왕 / 스코트인의 군왕 Rí Alban / Scottorum basileus                                                                                                  | 대왕 Cenn Mór                                                         |  |
| | 돔날 3세 막 돈카다 Domnall mac Donnchada                                             | 돈카드 1세의 아들                                                                                             | 1093년–1097년                                             | 알바의 왕 Rí Alban | 미남왕 Bán                                                            |  |
| | 돈카드 2세 막 말 콜룸 Donnchad mac Maíl Choluim                                      | 말 콜룸 3세의 아들                                                                                            | 1094년                                                    | 알바의 왕 / 스코트인의 왕 Rí Alban / Rex Scottorum |                                                                       |  |
| | 에드가르 막 말 콜룸 Étgar mac Maíl Choluim                                           | 말 콜룸 3세의 아들                                                                                            | 1097년–1107년                                             | 알바의 왕 / 스코트인의 왕 Rí Alban / Rex Scottorum | 용맹왕 Probus                                                         |  |
| | 알락산다르 1세 막 말 콜룸 Alaxandair mac Maíl Choluim                                | 말 콜룸 3세의 아들                                                                                            | 1107년–1124년                                             | 알바의 왕 / 스코트인의 왕 Rí Alban / Rex Scottorum | 맹렬왕 "The Fierce"                                                   |  |
| | 다비드 1세 막 말 콜룸 Dabíd mac Maíl Choluim                                         | 말 콜룸 3세의 아들                                                                                            | 1124년–1153년                                             | 알바의 왕 / 스코트인의 왕 Rí Alban / Rex Scottorum |                                                                       |  |
| | 말 콜룸 4세 막 안리크 Máel Coluim mac Eanric                                         | 다비드 1세의 손자                                                                                             | 1153년–1165년                                             | 알바의 왕 / 스코트인의 왕 Rí Alban / Rex Scottorum | 처녀왕 Virgo - 대왕 Cenn Mór                                          |  |
| | 일리엄 1세 막 안리크 Uilliam mac Eanric                                              | 다비드 1세의 손자                                                                                             | 1165년–1214년                                             | 알바의 왕 / 스코트인의 왕 Rí Alban / Rex Scottorum | 사자왕 The Lion - 난폭왕 Garbh                                        |  |
| | 알락산다르 2세 막 일리엄 Alaxandair mac Uilliam                                      | 일리엄 1세의 아들                                                                                             | 1214년–1249년                                             | 알바의 왕 / 스코트인의 왕 Rí Alban / Rex Scottorum |                                                                       |  |
| | 알락산다르 3세 막 알락산다르 Alaxandair mac Alaxandair                               | 알락산다르 2세의 아들                                                                                         | 1249년–1286년                                             | 알바의 왕 / 스코트인의 왕 Rí Alban / Rex Scottorum |                                                                       |  |
| * 막 베하드와 그 의붓아들 룰라크는 머리 백작가 출신이다. 머리 백작가는 둔켈드 가와 함께 이전 왕가인 알핀 가의 방계였기에 왕위를 주장하고 찬탈할 수 있었다. 이후 말 콜룸 3세가 즉위하여 둔켈드 가가 복위한다. 이 과정은 윌리엄 셰익스피어의 희곡 《맥베스의 비극》의 모델이 되기도 했다. |                                                                                      | |                                                           | |                                                                       |  |
| 초상 | 이름 / 치세                                                                          | 혈통 정통성                                                                                                   | 탄생                                                      | 결혼 | 사망                                                                  |  |
| 스베리르 가 |                                                                                      | |                                                           | |                                                                       |  |
| | 마르그레트 Margrét 1286년–1290년                                                     | 알락산다르 3세의 외손녀                                                                                       | 1283년 4월경 노르웨이 퇸스베르그                          | 미혼 | 1290년 9월 또는 10월 오크니 세인트마거릿스호프 향년 7세               |  |
| 제1차 공위기 |                                                                                      | |                                                           | |                                                                       |  |
| 이 부분의 본문은 대명분 입니다. |                                                                                      | |                                                           | |                                                                       |  |
| 발리올 가 |                                                                                      | |                                                           | |                                                                       |  |
| | 존 발리올 John Balliol 1292년–1296년                                                 | 일리엄 1세의 동생 헌팅던 백작 다비드의 증손자                                                                 | 1249년경                                                  | 이사벨라 드 워렌 1281년 2월 9일 자녀 1명 이상 | 1314년 11월 25일경 프랑스 피카르디 엘리쿠르 성                        |  |
| 제2차 공위기 |                                                                                      | |                                                           | |                                                                       |  |
| 이 부분의 본문은 스코틀랜드의 수호자 입니다. |                                                                                      | |                                                           | |                                                                       |  |
| 브루스 가 |                                                                                      | |                                                           | |                                                                       |  |
| | 로버트 1세 브루스 Raibeart a Briuis 1306년–1329년                                    | 일리엄 1세의 동생 헌팅던 백작 다비드의 고손자                                                                 | 1274년 7월 11일 에어셔 턴베리 성                          | 마르의 이사벨라 1295년 슬하 1녀 엘리자베스 드 버러 1302년 슬하 4명                                                                                         | 1329년 6월 7일 아가일 카드로스 장원 향년 54세                         |  |
| | 데이비드 2세 브루스 Dàibhidh Bruis 1329년–1371년                                     | 로버트 1세의 아들 (장자상속)                                                                                  | 1324년 3월 5일 파이프 던퍼믈린 궁                         | 런던탑의 조안 1328년 7월 17일 자녀 없음 마거릿 드러몬드 1364년 2월 20일 자녀 없음                                                                          | 1371년 2월 22일 에든버러 성 향년 46세                                 |  |
| 스튜어트 가 |                                                                                      | |                                                           | |                                                                       |  |
| | 로버트 2세 스튜어트 Raibeart II Stiùbhairt 1371년–1390년                             | 로버트 1세의 외손자 (장자상속)                                                                                | 1316년 3월 2일 페이즐리 수도원                            | 엘리자베스 뮤레 1336년 교회법 미준수 1349년 교황 허가 슬하 10명 유페미아 드 로스 1355년 5월 2일 슬하 4명                                                   | 1390년 4월 19일 던도널드 성 향년 74세                                 |  |
| | 로버트 3세 스튜어트 Raibeart III Stiùbhairt 1390년–1406년                            | 로버트 2세의 아들 (장자상속)                                                                                  | 1337년경                                                  | 아나벨라 드러먼드 1367년 슬하 7명 | 1406년 4월 4일 로데세이 성 향년 69세                                  |  |
| | 제임스 1세 스튜어트 Seumas I Stiùbhairt 1406년–1437년                                | 로버트 3세의 아들 (장자상속)                                                                                  | 1394년 7월 말 파이프 던퍼믈린 궁                          | 조안 보퍼트 1424년 2월 2일 슬하 8명 | 1437년 2월 21일 퍼스 블랙프라이어스 향년 42세                         |  |
| | 제임스 2세 스튜어트 Seumas II Stiùbhairt 1437년–1460년                               | 제임스 1세의 아들 (장자상속)                                                                                  | 1430년 10월 16일 에든버러 홀리루드 수도원                 | 겔더스의 메리 1449년 7월 3일 슬하 7명 | 1460년 8월 3일 록스버러 성 향년 29세                                  |  |
| | 제임스 3세 스튜어트 Seumas III Stiùbhairt 1460년–1488년                              | 제임스 2세의 아들 (장자상속)                                                                                  | 1451년 7월 10일 스티어링 성 또는 세인트앤드루스 성        | 덴마크의 마거릿 1469년 7월 13일 슬하 3명 | 1488년 6월 11일 사키번 향년 36세                                      |  |
| | 제임스 4세 스튜어트 Seumas IV Stiùbhairt 1488년–1513년                               | 제임스 3세의 아들 (장자상속)                                                                                  | 1473년 3월 17일 스티어링 성                               | 마거릿 튜더 1503년 8월 8일 슬하 6명 | 1513년 9월 9일 잉글랜드 노섬벌랜드 플러든 벌판, 향년 40세             |  |
| | 제임스 5세 스튜어트 Seumas V Stiùbhairt 1513년–1542년                                | 제임스 4세의 아들 (장자상속)                                                                                  | 1512년 4월 15일 웨스트로디언 린리스고 궁                  | 마들렌 드 발루아 1537년 1월 1일 자녀 없음 마리 드 기즈 1538년 5월 18일 슬하 3명                                                                            | 1542년 12월 14일 파이프 포클랜드 궁 향년 30세                         |  |
| | 메리 1세 스튜어트 Màiri Stiùbhairt 1542년–1567년                                     | 제임스 5세의 딸 (장자녀상속)                                                                                  | 1542년 12월 8일 린리스고 궁                               | 프랑스 국왕 프랑수아 2세 1558년 4월 24일 자녀 없음 단리 영주 헨리 스튜어트 1565년 7월 9일 슬하 1남 제4대 보스웰 백작 제임스 헵번 1567년 5월 15일 자녀 없음 | 1587년 2월 8일 잉글랜드 노샘프턴셔 파서링게이 성 향년 44세 (처형)     |  |
| 동군연합 |                                                                                      | |                                                           | |                                                                       |  |
| | 제임스 6세 스튜어트 Seumas VI Stiùbhairt 1567년–1625년                               | 메리 1세의 아들 (장자상속) (잉글랜드 여왕 엘리자베스 1세의 6촌 조카손자)                                      | 1566년 6월 19일 에든버러 성                               | 덴마크의 앤 1589년 11월 23일 슬하 7명 | 1625년 3월 27일 잉글랜드 허트퍼드셔 시볼드 궁 향년 58세               |  |
| | 찰스 1세 스튜어트 Teàrlach I Stiùbhairt 1625년–1649년                                | 제임스 6세의 아들 (장자상속)                                                                                  | 1600년 11월 19일 던퍼믈린 궁                              | 앙리에타 마리 드 프랑스 왕녀 1625년 6월 13일 슬하 9명 | 1649년 1월 30일 잉글랜드 웨스트민스터 시 화이트홀 궁 향년 48세 (처형) |  |
| | 찰스 2세 스튜어트 Teàrlach II Stiùbhairt 1649년–1651년                               | 찰스 1세의 아들 (장자상속)                                                                                    | 1630년 5월 29일 잉글랜드 웨스트민스터 시 세인트제임스 궁  | 브라간사의 캐서린 자녀 없음 | 1685년 2월 6일 잉글랜드 웨스트민스터 시 화이트홀 궁 향년 54세         |  |
| 제3차 공위기 |                                                                                      | |                                                           | |                                                                       |  |
| 이 부분의 본문은 연방 치하 스코틀랜드 입니다. |                                                                                      | |                                                           | |                                                                       |  |
| 왕정복고 |                                                                                      | |                                                           | |                                                                       |  |
| | 찰스 2세 스튜어트 Teàrlach II Stiùbhairt 1660년–1685년                               | 찰스 1세의 아들 (의회의 왕권 반환에 의한 왕정복고)                                                            | 1630년 5월 29일 잉글랜드 웨스트민스터 시 세인트제임스 궁  | 브라간사의 캐서린 자녀 없음 | 1685년 2월 6일 잉글랜드 웨스트민스터 시 화이트홀 궁 향년 54세         |  |
| | 제임스 7세 스튜어트 Seumas VII Stiùbhairt 1685년–1688년                              | 찰스 1세의 아들 (장자상속)                                                                                    | 1633년 10월 14일 잉글랜드 웨스트민스터 시 세인트제임스 궁 | 앤 하이드 1660년 9월 3일 슬하 8명 [[모데나의 메리 1673년 11월 21일 슬하 7명                                                                                | 1701년 9월 16일 프랑스 생제르맹앙레 성 향년 67세                      |  |
| | 메리 2세 스튜어트 Màiri II Stiùbhairt 1689년–1694년                                  | 찰스 1세의 손녀 부부 (의회의 추대)                                                                            | 1662년 4월 30일 잉글랜드 웨스트민스터 시 세인트제임스 궁  | 1677년 11월 4일 슬하 3명 (모두 어려서 죽음) | 1694년 12월 28일 잉글랜드 켄싱턴 궁 향년 32세                         |  |
| | 윌리엄 2세 오렌지 Uilleam II Orains 1689년–1702년                                    | 찰스 1세의 손녀 부부 (의회의 추대)                                                                            | 1650년 11월 4일 네덜란드 공화국 헤이그                    | 1677년 11월 4일 슬하 3명 (모두 어려서 죽음) | 1702년 3월 8일 켄싱턴 궁 향년 51세                                    |  |
| | 앤 스튜어트 Anna Stiùbhairt 1702년–1707년 그레이트브리튼 아일랜드 여왕 1707년-1714년 | 제임스 7세의 딸 (장자녀상속; 권리장전)                                                                        | 1665년 2월 6일 세인트제임스 궁                            | 덴마크의 조지 1683년 7월 28일 슬하 17명 | 1714년 8월 1일 켄싱턴 궁 향년 49세                                    |  |

## 같이 보기
- 로스시 공작
- 영국의 군주

## 참고 자료
- Anderson, Alan Orr, Early Sources of Scottish History: AD 500–1286, 2 Vols, (Edinburgh, 1922)
- Broun, Dauvit (2007), Scottish Independence and the Idea of Britain. From the Picts to Alexander III., Edinburgh University Press, ISBN 978-0-7486-2360-0
- Hudson, Benjamin T., Kings of Celtic Scotland, (Westport, 1994)
- Skene, W. F. (ed.), Chronicles of the Picts, Chronicles of the Scots and other Early Memorials of Scottish History, (Edinburgh, 1867)